# آن سوی زمین

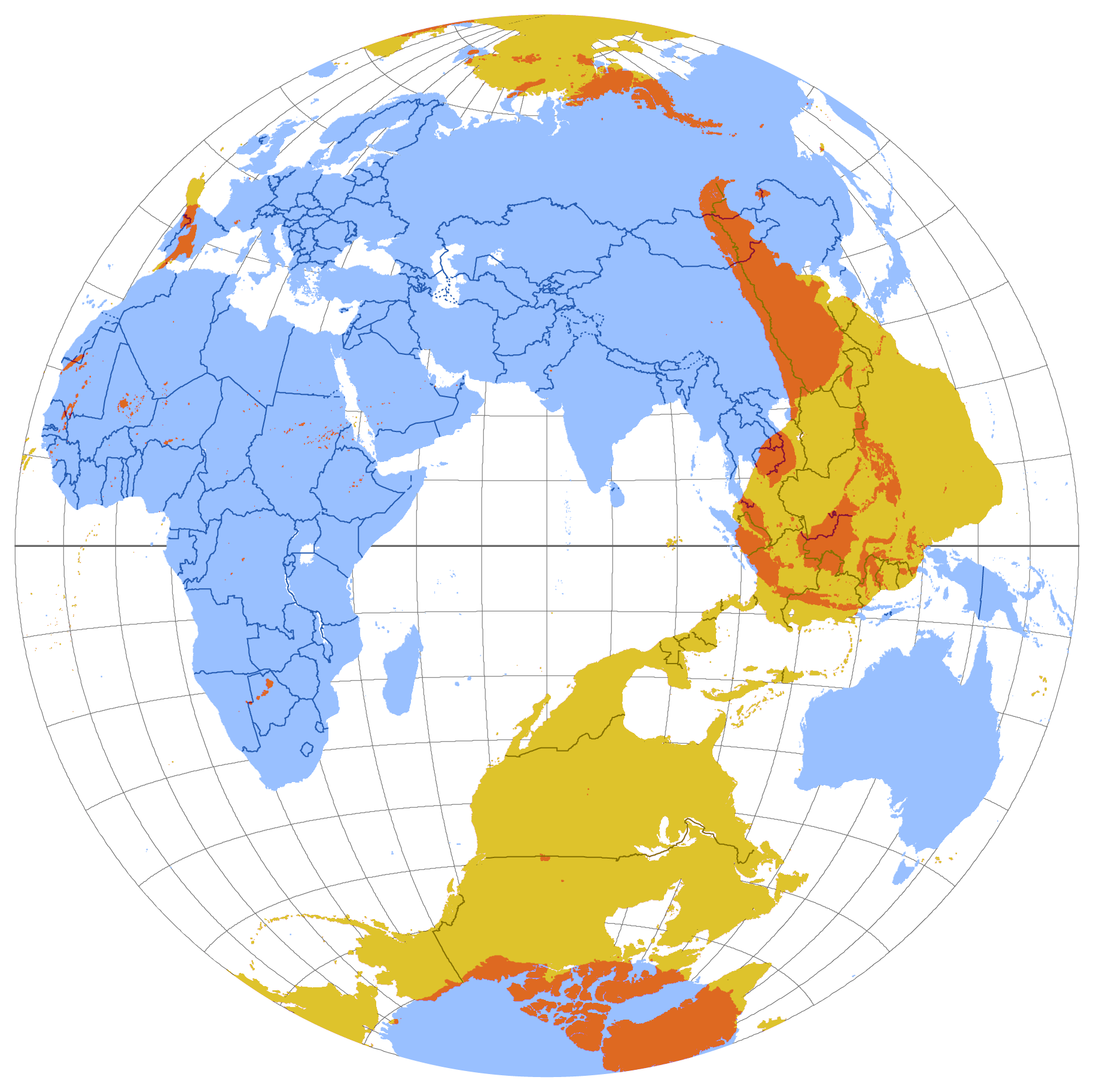
این نقشه نقاط متناظر آن سوی زمین از هر نقطه از سطح زمین است - مناطق آبی رنگ نقشه این سوی زمین و نقاط آن سوی زمین به رنگ زرد و نقاط متناظر به رنگ سرخ است. بیشتر سرزمینها نقاط متناظری در اقیانوس دارند.

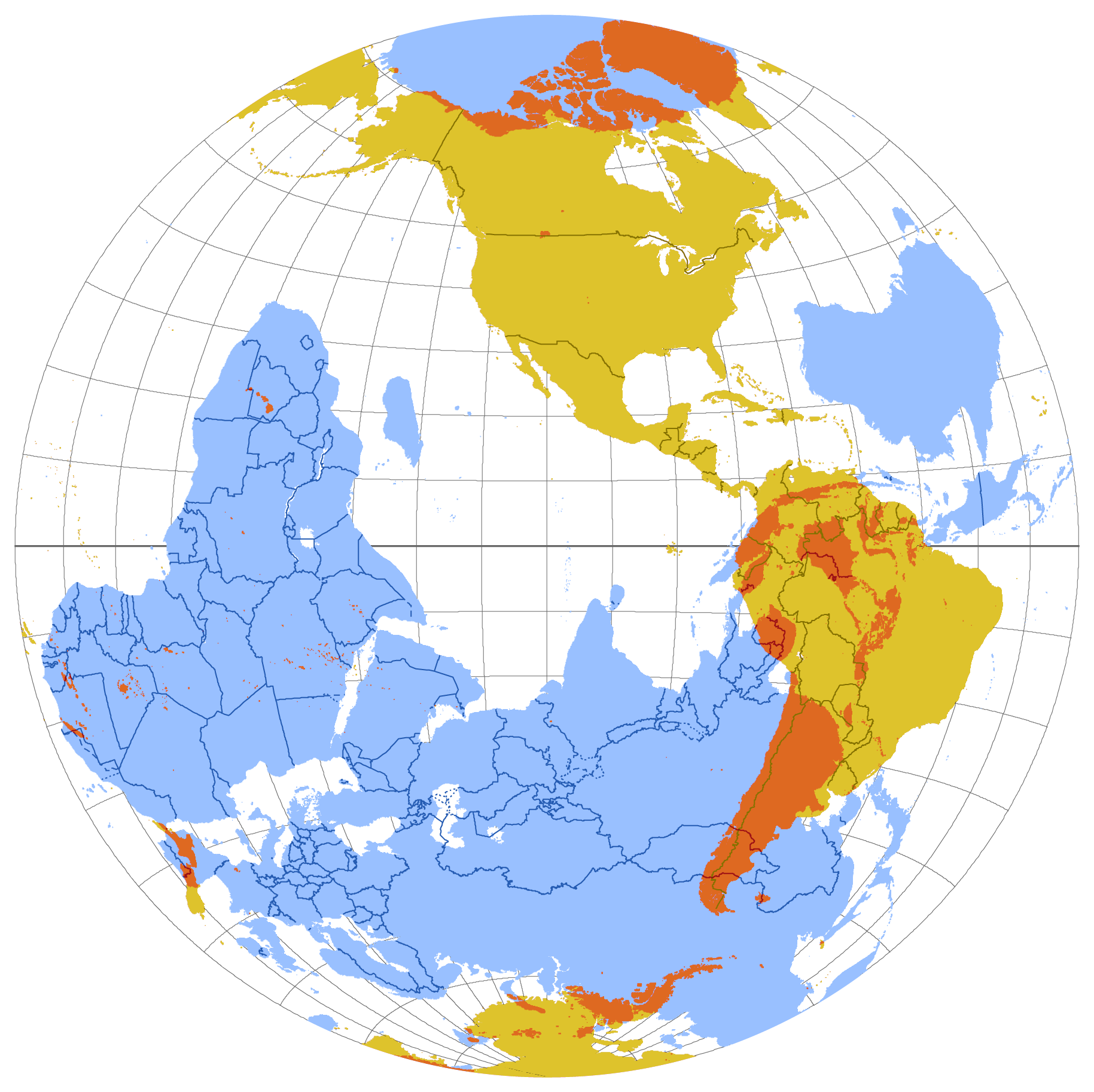
همان نقشه، از منظر نیمکره غربی. در اینجا نواحی آبی بازتاب نیمکره شرقی .هستند.

آن سوی زمین یا نقاط متناظر جغرافیایی یا متقاطر کره زمین یا اَنتی پُد (به انگلیسی: Antipode). در جغرافیا، «پادپای» هر نقطه روی سطح زمین نقطه‌ای است که در امتداد قطر زمین، در طرف دیگر سطح آن قرار دارد. در واقع اگر هر نقطه از سطح زمین را با خطی به پادپای آن متصل کنیم، این خط از مرکز کره عبور می‌کند. این دو نقطه در حداکثر فاصله جغرافیایی از همدیگر قرار دارند.
واژۀ Antipodes در اصل یونانی (ἀντίποδες) و صورت جمع ἀντίπους است که خود از دو جزء ἀντί (به معنای «پاد» یا «ضد») و πούς (به معنای «پا») تشکیل شده. معادل «پادپا» (به معنای «پای مخالف» یا «محل استقرار مخالف») را از روی همین ریشه ساختیم.